# موسيقى منخفضة الأمانة

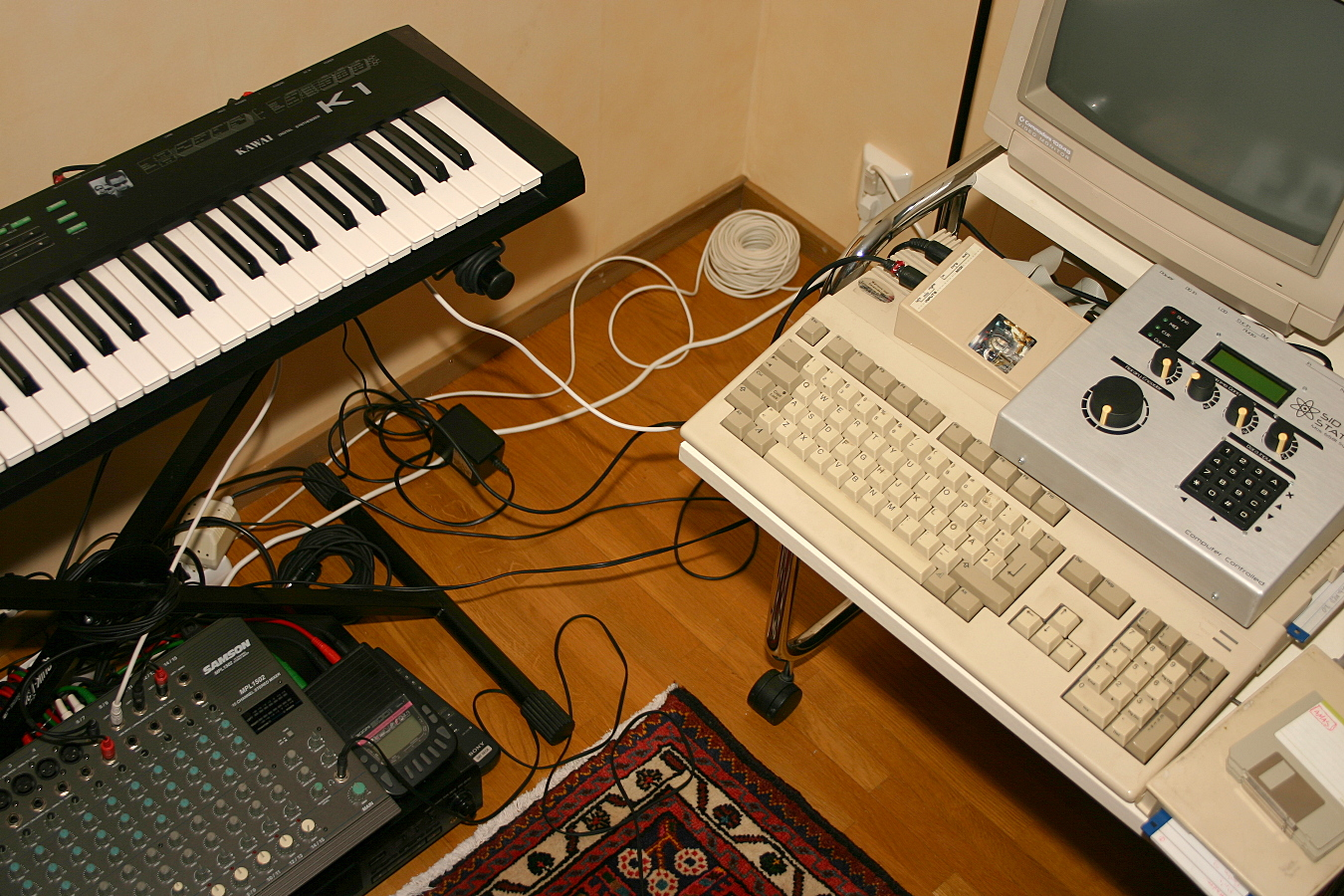
استوديو غرفة نوم بسيط مع معدات من ثمانينيات وتسعينيات القرن الماضي

لو-في (اختصار للدقة المنخفضة) هي موسيقى أو جودة إنتاج تكون فيها العناصر التي يُنظر إليها عادةً على أنها عيوب في التسجيل أو الأداء مسموعة، أحيانًا كخيار جمالي متعمد. لقد تطورت معايير جودة الصوت (الإخلاص) وإنتاج الموسيقى على مر العقود، مما يعني أن بعض الأمثلة القديمة لويفي ربما لم يتم التعرف عليها في الأصل على هذا النحو. بدأ التعرف على لو-في كأسلوب للموسيقى الشعبية في التسعينيات، عندما أصبح يشار إليها بالتناوب باسم موسيقى افعلها بنفسك.
يُشار أحيانًا بشكل مضلل إلى التشويه التوافقي و «الدفء التناظري» على أنهما سمات أساسية لموسيقى لو-في. يتميز بإدراج العناصر التي يُنظر إليها عادةً على أنها غير مرغوب فيها في السياقات المهنية، مثل الملاحظات التي تم تشغيلها بشكل خاطئ أو التداخل البيئي أو عيوب الفونوغراف (إشارات صوتية متدهورة، أو صفير الشريط، وما إلى ذلك). من بين الفنانين الرائدين أو المؤثرين أو المهمين أيضًا ، Beach Boys (Smiley Smile) و (غالبًا ما يُطلق عليه «الأب الروحي للتسجيل المنزلي») وبول مكارتني (مكارتني) وتود روندجرين وجانديك ودانييل جونستون، من توجيه الأصوات، سيبادو، بيك، رصيف، وآرييل بينك.
على الرغم من أن مصطلح "لو-في" كان موجودًا في المعجم الثقافي لما يقرب من " الدقة العالية "، إلا أن WFMU DJ William Berger يُنسب إليه عادةً تعميم المصطلح في عام 1986. في نقاط مختلفة منذ الثمانينيات، تم ربط "لو-في" بثقافة الكاسيت، وروح " البانك" DIY ، والبدائية، والموسيقى الخارجية، والأصالة، والقوالب النمطية المتهربين / الجيل X ، والحنين الثقافي. توسعت فكرة موسيقيي "غرفة النوم" في أعقاب ظهور محطات العمل الصوتية الرقمية الحديثة، وفي أواخر العقد الأول من القرن الحادي والعشرين، كانت جماليات Lo-fi بمثابة أساس لأنواع موسيقى البوب ذات الموجات الباردة والموسيقى الهائلة.

## تعاريف وأصول
لو-في هو عكس هاي-في. تاريخيًا، كانت وصفات "لو-في" مرتبطة بالتقدم التكنولوجي وتوقعات مستمعي الموسيقى العاديين، مما تسبب في تغير الخطاب والخطاب المحيط بالمصطلح مرات عديدة.  عادة ما يتم تهجئة المصطلح على أنه "لوو-في" قبل التسعينيات، وكان هذا المصطلح موجودًا منذ الخمسينيات على الأقل، بعد فترة وجيزة من قبول "الدقة العالية"، وتطور تعريفه بشكل مستمر بين السبعينيات والعقد الأول من القرن الحادي والعشرين. في طبعة 1976 من قاموس أوكسفورد الإنجليزي ، تمت إضافة لو-في تحت تعريف "إنتاج الصوت أقل جودة من جودة" هاي-في ".  عرّف مدرس الموسيقى آر. موراي شيفر، في مسرد كتابه الصادر عام 1977 بعنوان "ضبط العالم" ، المصطلح بأنه "نسبة إشارة إلى ضوضاء غير مواتية". 
لم يكن هناك تقريبًا أي تقدير لعيوب موسيقى لو-في بين النقاد حتى ثمانينيات القرن الماضي، حيث ظهرت الرومانسية للتسجيل المنزلي وخصائص "افعلها بنفسك " (افعلها بنفسك).  بعد ذلك، غالبًا ما تم استخدام "افعلها بنفسك" بالتبادل مع "لو-في".  بحلول نهاية الثمانينيات، ارتبطت صفات مثل "التسجيل المنزلي" و "البدائية تقنيًا" و "المعدات الرخيصة" بشكل عام بعلامة "لو-في"، وخلال التسعينيات، أصبحت هذه الأفكار مركزية لكيفية فهم "لو-في" عمومًا.  وبالتالي، في عام 2003، أضاف قاموس أكسفورد تعريفًا ثانيًا للمصطلح - "نوع من موسيقى الروك يتميز بالحد الأدنى من الإنتاج، مما يعطي صوتًا خامًا وغير متطور". تمت إضافة ثالث في عام 2008: "غير مصقول، أو غير محترف، أو غير متطور تقنيًا، خاصة كخيار جمالي متعمد". 

## تاريخ

### 1950 - 1970s: الأصول والأعمال المؤثرة

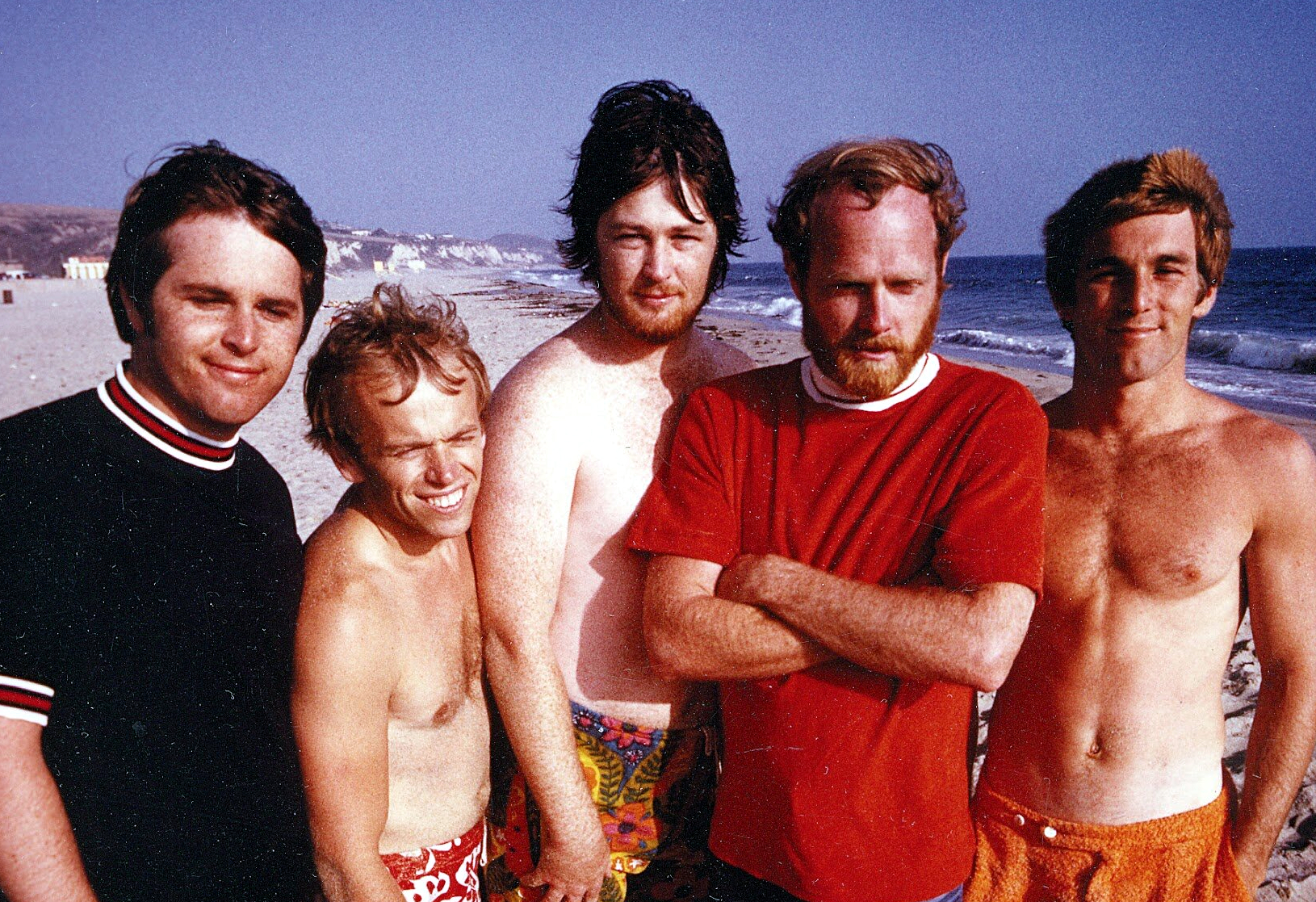
سجل The Beach Boys (في الصورة عام 1967) ألبومات في استوديو Brian Wilson المنزلي من عام 1967 إلى عام 1972.

تسبق موسيقى DIY التاريخ المكتوب، ولكن "Lo-fi" كما كان مفهومًا بعد التسعينيات يمكن إرجاعها إلى موسيقى الروك أند رول في خمسينيات القرن الماضي. كتب موقع AllMusic أن تسجيلات هذا النوع تم "بثمن بخس وبسرعة، غالبًا على معدات دون المستوى المطلوب. وبهذا المعنى، فإن أقدم تسجيلات موسيقى الروك آند رول، ومعظم أغاني موسيقى الروك في المرآب في الستينيات، والكثير من موسيقى البانك روك في أواخر السبعينيات يمكن تصنيفها على أنها Lo-Fi. "  ألبومات The Beach Boys Smiley كانت Smile (1967) و Wild Honey (1967) و Friends (1968) عبارة عن ثلاثية من ألبومات lo-fi المسجلة في الغالب في الاستوديو المنزلي المؤقت لبريان ويلسون؛ تمت الإشارة إلى الألبومات لاحقًا على أنها مكونات من " أشرطة غرفة النوم ". نسب كاتب لعبة Pitchfork ، مارك ريتشاردسون، الفضل إلى Smiley Smile في "اختراعه نوعًا من موسيقى البوب بغرفة النوم الصغيرة التي ستدفع فيما بعد Sebadoh و Animal Collective وشخصيات أخرى. عزا المحررون في رولينج ستون الفضل إلى Wild Honey في إنشاء "فكرة DIY pop". سجل جامع كتب ' جيمي اتكينز أن العديد من لو فاي يعمل أيضا "ندين الكثير" لصوت المشبعة تردد من الفرقة عام 1970 أغنية " كل ما أريد القيام به ".

### من 2000 إلى الوقت الحاضر: موسيقى البوب هيبناغوجيك وموجة البرد

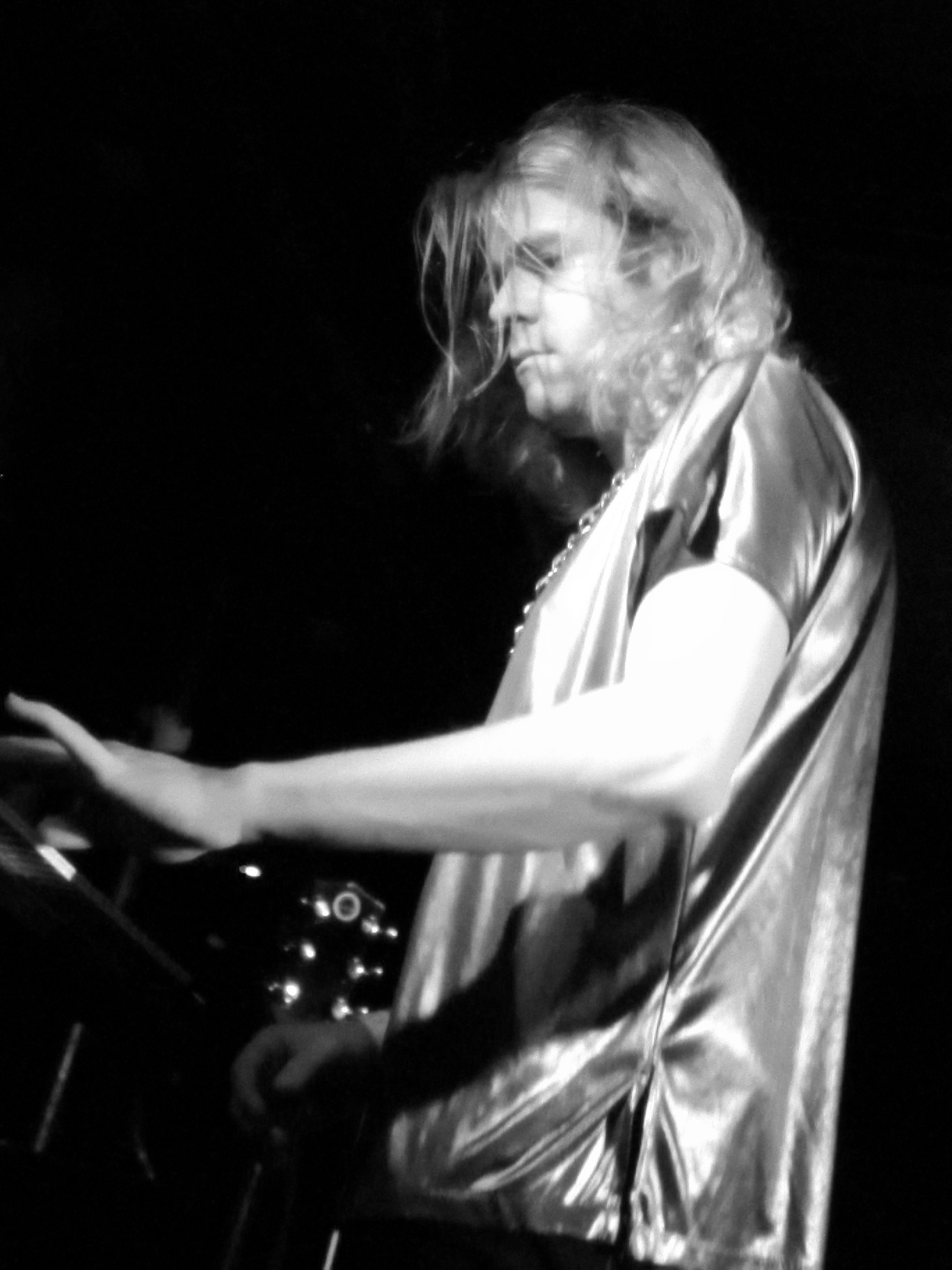
أرييل بينك في عام 2010

أدى ظهور محطات العمل الصوتية الرقمية الحديثة إلى حل الانقسام التكنولوجي النظري بين الفنانين المحترفين وغير المحترفين. قامت العديد من أعمال لو-في البارزة في التسعينيات بتكييف صوتها مع معايير أكثر احترافًا  وبدأ موسيقيو «غرفة النوم» في التطلع إلى المعدات القديمة كطريقة لتحقيق جمالية لو-في أصيلة،  مما يعكس اتجاهًا مشابهًا في التسعينيات فيما يتعلق بإحياء موسيقى البوب والتركيبات التناظرية لعصر الفضاء في الستينيات.  تم الاستشهاد بشكل متزايد بـ ر.ستيفي مور من خلال أعمال لو-في الناشئة باعتبارها التأثير الأساسي. كان أرييل بينك من أكثر المدافعين عنه صوتًا قد قرأ أساطير غير معروفة ، ثم سجل لاحقًا نسخة غلاف لأحد المسارات المضمنة في قرص مضغوط مرفق مع الكتاب («سماء زرقاء مضيئة ومشرقة»). في وقت ظهور علامته التجارية، كان يُنظر إلى وردي على أنه عمل جديد، حيث لم يكن هناك تقريبًا فنانين معاصرين معاصرين يتمتعون بصوت لو-في ريترو مماثل.
رفض فنانو لو-في السابقون عمومًا تأثير إذاعة البوب في الثمانينيات التي أبلغت معظم صوت وردي. بعد ذلك، ظهر نوع من الموسيقى أطلق عليه اسم «البوب الهائل» بين موسيقييلو-في وما بعد الضوضاء الذين انخرطوا في عناصر من الحنين الثقافي وذاكرة الطفولة وتكنولوجيا التسجيل التي عفا عليها الزمن. ابتكر هذا الملصق الصحفي ديفيد كينان في مقال نُشر في أغسطس 2009 لـ السلك ، والذي شمل بينك من بين أمثلته. غالبًا ما كان يُشار إلى الوردي على أنه «الأب الروحي» للنوم أو الموجة الباردة أو كلو -في حيث جذبت الأعمال الجديدة التي ارتبطت به (جماليًا أو شخصيًا أو جغرافيًا أو مهنيًا) انتباه النقاد.  ووفقا لمذراة ' مارك هوجان، وصف كل من هذه العلامات ما كان أساسا الموسيقى مخدر. عكس آدم هاربر في عام 2013 أن هناك اتجاهًا متزايدًا بين النقاد مثل سايمون رينولدز للمبالغة في تأثير بينك من خلال الفشل في الاعتراف بأسلافهم مثل ر.ستيفي مور و The منظفات من فينوس
' مارتن نيويل.
في أواخر عام 2010، أصبح أحد أشكال موسيقى downtempo الموسومة باسم " lo-fi hip hop " أو "chillhop" شائعًا بين مشغلي بث الموسيقى على YouTube. اجتذبت العديد من قنوات lo-fi على YouTube هذه ملايين المتابعين. مصدر إلهام هذه الأساليب الحديثة يأتي بشكل أساسي من الفنانين نجابس وجي ديلا.